# Contea di Stokes
La contea di Stokes in inglese Stokes County è una contea dello Stato della Carolina del Nord, negli Stati Uniti. La popolazione al censimento del 2000 era di 44 711 abitanti. Il capoluogo di contea è Danbury.